# Inhabited
Gli Inhabited sono un gruppo christian rock statunitense, formatosi nel 2003.

## Formazione
- Sara Delight Acker – voce
- Marcus Acker – chitarra, cori
- Justin Bassett – basso
- Charlie Harper – batteria

## Discografia

### Album in studio
- 2003 – Innerview (autoprodotto)
- 2005 – The Revolution (Warner Bros. Records)
- 2008 – Love (7spinmusic)
- 2010 – Love 2

### Raccolte
- 2010 – Inhabited Unplugged